# جسر الملك عبد الله (فلسطين)
جسر الملك عبد الله جسر غير نشط فوق نهر الأردن يربط الضفة الغربية بالأردن، ويبعد عن أريحا 5 كم إلى الجنوب الشرقي منها، وحوالي 4 كم جنوب جسر الملك حسين.

## التسمية
سُمي الجسر باسم الملك عبد الله الأول ملك الأردن.

## التاريخ
بُني الجسر في خمسينيات القرن العشرين، كجزء من إعادة بناء طريق بين القدس وعمان، لتكون المسافة بين المدينتين الأقصر عبره. غيرت السلطات الإسرائيلية اسم الطريق إلى «الطريق السريع 1»، وعلى الجانب الأردني، سُمي «الطريق 40».
خلال حرب 1967، دمر قسم من الجسر على يد لواء هرئيل في الجيش الإسرائيلي، وأصبح غير قابل للاستخدام.

## اليوم
حتى عام 2022، لم يتم إعادة بناء الجسر. في حالة إعادة بناءه. فإن وقت السفر بالسيارة بين القدس وعمان لن يكون سوى حوالي 45 دقيقة، حيث أن معظم الطرق على جانبي نهر الأردن هي الآن مسار مزدوج.